# Kievskaja (metrostation Moskou, Koltsevaja-lijn)
Het metrostation Kievskaja is een metrostation in de Russische stad Moskou vlak bij het Station Moskva Kievskaja en is het diepste station van het metrocomplex bij Kievskaja. Op 14 maart 1954 werd het sluitstuk van de ringlijn, waaronder Kievskaja, geopend, als enige station van de ringlijn ligt het buiten de okroeg centrum.

## Geschiedenis
De naam Kievskaja verwijst naar de Oekraïense hoofdstad Kiev en de spoorlijn daarheen die in het naastgelegen spoorwegstation begint. In de oorspronkelijke plannen voor de Moskouse metro was geen sprake van een ringlijn, maar zouden de verschillende lijnen het centrum doorkruisen. Op de stations in het centrum zouden de reizigers dan tussen de verschillende lijnen kunnen overstappen. In 1934 kwam het eerste voorstel voor de ringlijn om het met 17 stations onder de tuinring. In 1938 werd een tracé voorgesteld dat verder van het centrum liep waarin ook Kievskaja werd opgenomen. In 1941 werd een tracé binnen de tuinring voorgesteld en in 1943 volgde het huidige tracé dat zeven van de negen spoorwegstations bedient. De bedoeling van de ringlijn was het ontlasten van het centrale overstappunt rond het Sverdlovplein. In 1947 begon de bouw van de ringlijn, destijds was het de bedoeling om de lijn in vier secties te openen. Later werden de bouwdelen twee en drie samengevoegd, waarmee het sluitstuk de derde sectie werd. In 1953 werd de voormalige leider van de Oekraïense SSR, Nikita Chroesjtsjov, leider van de CPSU. Hij vond dat de bestaande metrostations bij Kievskaja Oekraïne onvoldoende in beeld brachten. Een van zijn eerste opdrachten was dan ook om het nieuwe station te laten refereren aan Oekraïne. De ontwerpwedstrijd leverde veertig inzendingen op, het winnende ontwerp werd uitgevoerd door E.I. Katonin, lid van de Oekraïense academie van architectuur.

## Verdeelhallen

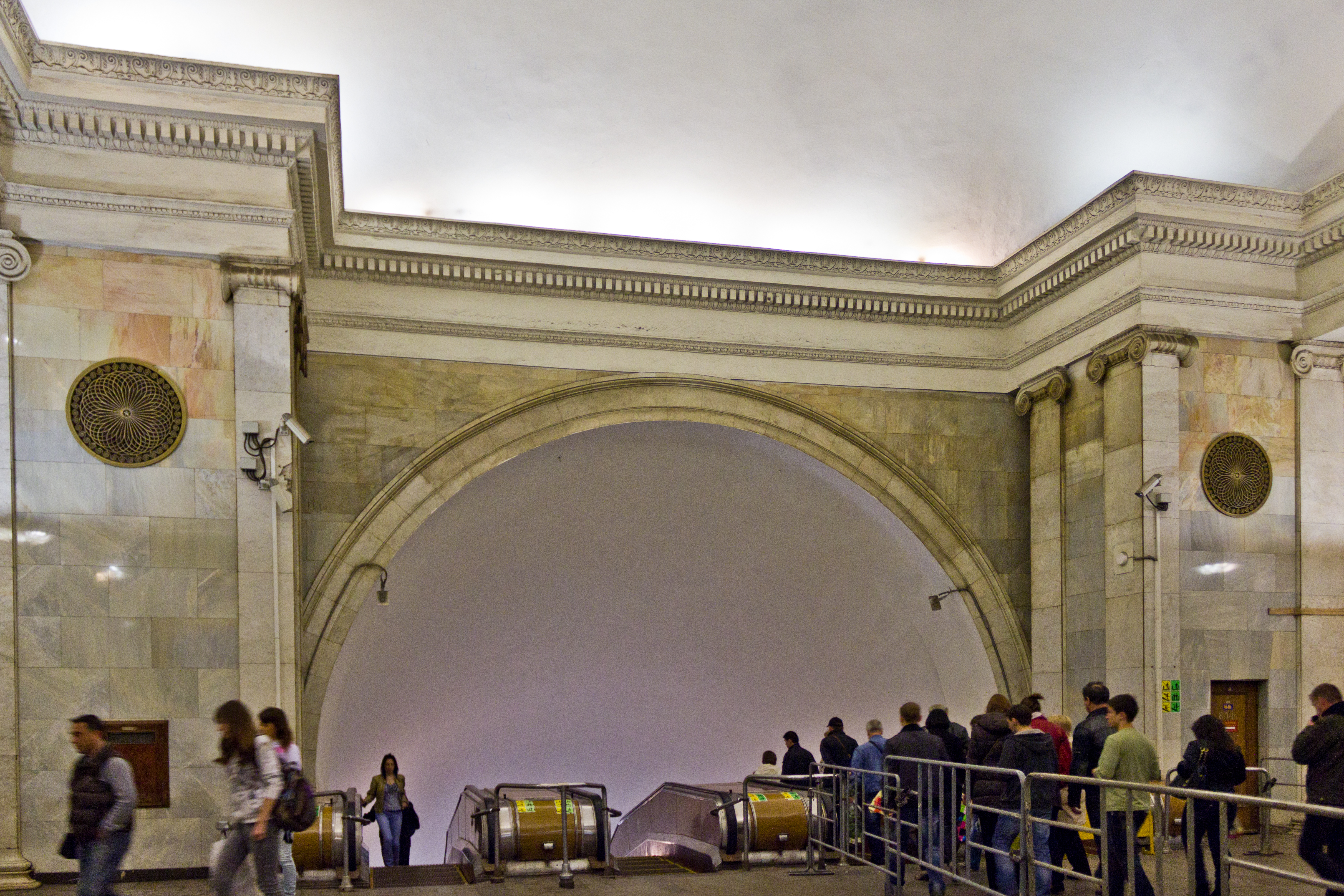
Bovenaan de roltrap in de zuidelijke hal
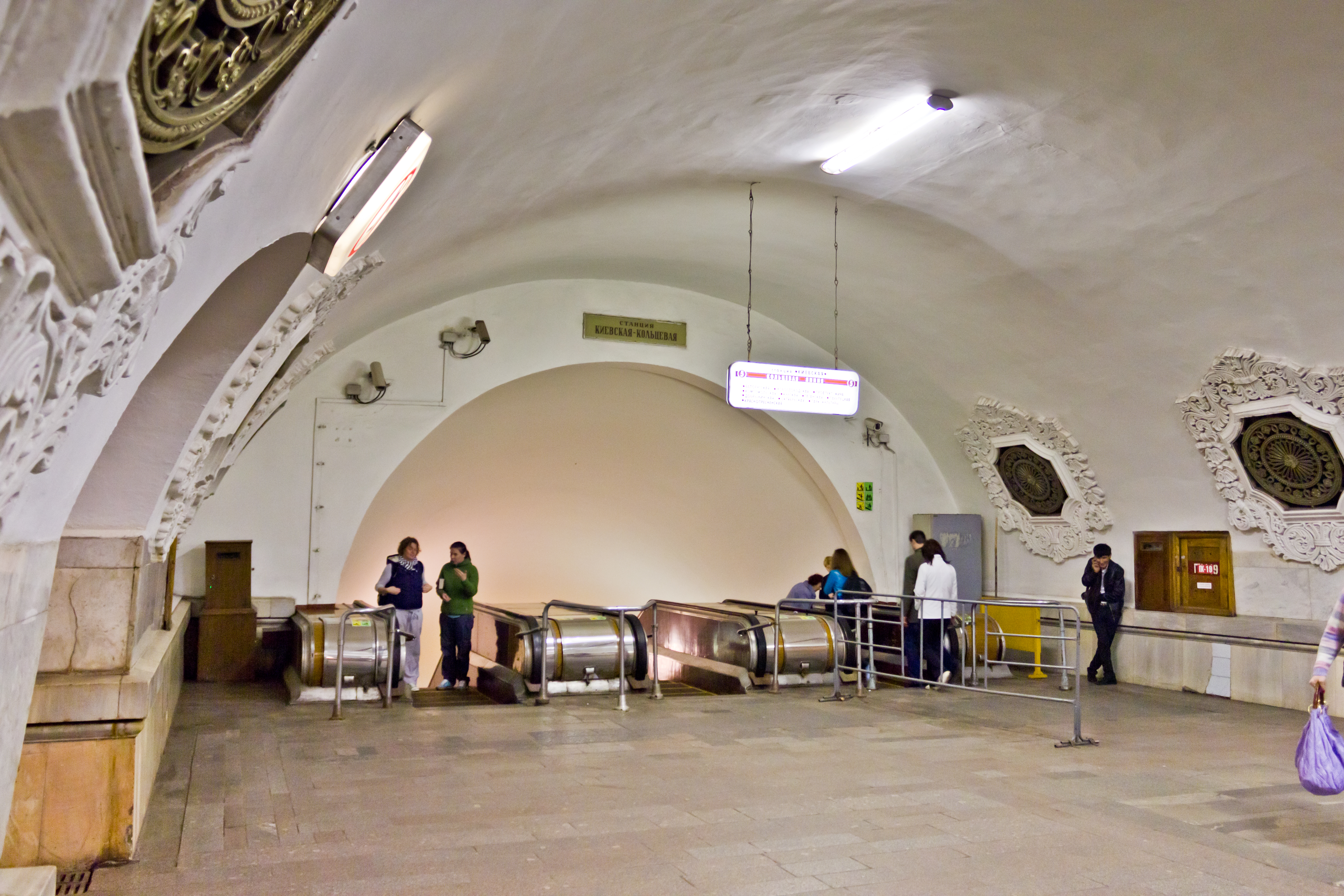
De tussenverdieping

Het station kent twee verdeelhallen, de oostelijke ligt ondergronds en wordt gezamenlijk gebruikt met de Filjovskaja-lijn, de zuidelijke bevindt zich in het stationsgebouw dat in de zijgevel van Station Moskva Kievskaja is opgenomen. De oostelijke hal is de oorspronkelijke verdeelhal van het station uit 1937, de zuidelijke hal is in 1953 gebouwd als vervanger van het station uit 1937. Aanvankelijk werd de zuidelijke hal gebruikt als toegang tot de perrons van de Arbatsko-Pokrovskaja-lijn op 38 meter diepte, vanaf 14 maart 1954 ook voor de perrons van de Koltsevaja-lijn (ringlijn) op 54 meter diepte. Toen in 1958 de oorspronkelijke lijn werd heropend is vanaf de westzijde van het perron uit 1937 een verbinding met de zuidelijke verdeelhal gerealiseerd. In 2009 werden de poortjes, als eerste van het Moskouse net vervangen door nieuwe van het type UT-2009.

### Zuidelijke hal
De reizigers betreden de zuidelijke hal via de kaartverkoop die onder die van de voorstadstreinen ligt. Reizigers verlaten de zuidhal via een directe uitgangen naar de straat. De hal zelf is rond met Korintische zuilen die een koepel dragen. De fries van de wanden is versierd met mozaïeken die de overwinning van de burgers van de Oekraïense SSR uitbeelden. Gelukkige Oekraïners dragen de vruchten van hun inspanningen naar het wapenschild van de Oekraïense SSR. De wanden van de hal zijn bekleed met licht marmer, in de aangrenzende ruimtes is marmer in verschillende kleuren gebruikt. De roltrap uit de zuidelijke hal bestaat uit twee delen. Halverwege is een tussenverdieping waar de reizigers van/naar de Arbatsko-Pokrovskaja-lijn sinds 1953 de roltrap betreden/verlaten. Reizigers van/naar de Koltsevaja-lijn maken sinds 1954 gebruik van de roltrap die onderaan aansluit op het zuideinde van de middenhal van de Koltsjevaja-lijn.

### Oostelijke hal
De oostelijke verdeelhal is het ondergrondse deel van het station uit 1937. Het bovengrondse stationsgebouw is in 1972 gesloopt tijdens de aanleg van de rechtstreekse roltrap tussen de oostelijke verdeelhal en de perrons van de Koltsevaja-lijn. Destijds is ook de voetgangerstunnel gebouwd onder het stationsplein met twee trappen bij de klokkentoren van Station Moskva Kievskaja. Een van die trappen is in 2006 door Franse architecten omgebouwd in de stijl van de Parijse Art-nouveau-stations uit de periode 1900-1910 van architect Guimarre. Als blijk van waardering schonk de Moskouse metro een gebrandschilderd raam dat in het het Parijse metrostation Madeleine is opgehangen.

## Ondergronds
Het pylonenstation op 53 meter diepte is ontworpen door de architecten E.I. Katonin, V.K. Skoegarev en G.E. Goloebjev. De aankleding van het station is van de hand van de kunstenaars A.V. Myzin, G.I. Oproesjko en A.T. Ivanov. In lijn met de opdracht van Chroesjtsjov is het thema van het station de vriendschap tussen het Russische en Oekraïense volk. De pylonen van het station gaan vloeiend over in de gewelven boven de middenhal en de perrons, alsmede de doorgangen tussen de pylonen. De onderkant van de pylonen is bekleed met marmer en zowel in de middenhal als op de perrons zijn er banken geplaatst tegen de pylonen. De vloer bestaat uit grijs graniet met een rode rand. De doorgangen zijn afgezet met stucwerk naar voorbeeld van de 17e-eeuwse Oekraïense architectuur. Onder het gewelf zijn de tunnelwanden bekleed met licht marmer, de verlichting van zowel de middenhal als de perrons, wordt verzorgd door kroonluchters.

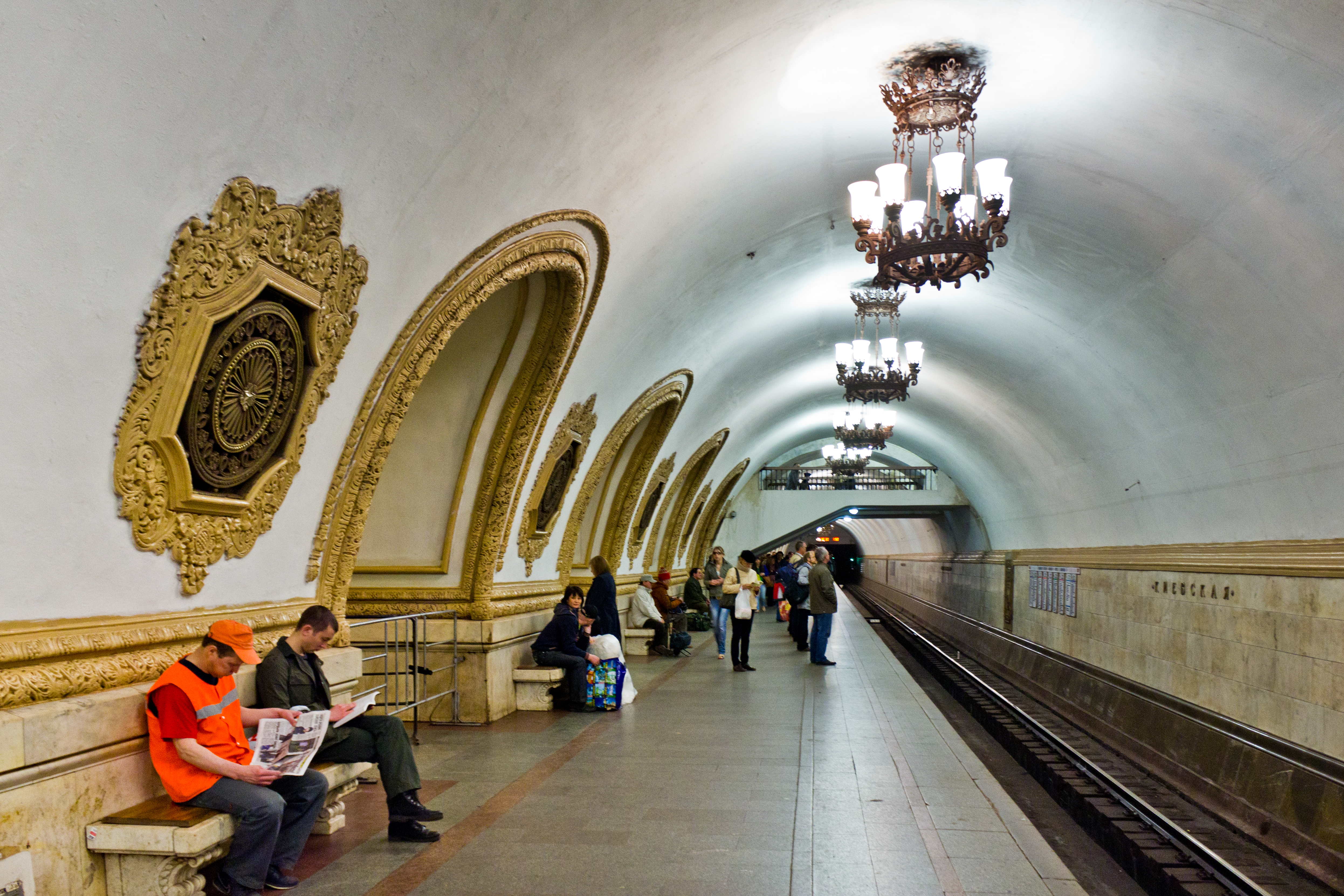
Het perron richting het noorden met de brug voor de overstap met lijn 3

De 18 pylonen zijn aan de kant van de middenhal versierd met mozaïeken die de Oekraïense geschiedenis en de Russisch-Oekraïense vriendschap afbeelden. De mozaïeken zijn omlijst met stucwerk met Oekraïense motieven. Onder de mozaïeken bevindt zich een marmeren plaat met uitleg. Het mozaïek “De strijd om de Sovjetmacht in Oekraïne” toont partizanen in actie. De partizaan links vooraan heeft een draagbare telefoon van het type FF-17 die van 1910 tot 1920 werden geproduceerd in Duitsland. Sommige reizigers zien het tegenwoordig aan voor een mobiele telefoon, PDA of laptop. Hoewel het station na 1953 werd geopend was Stalin nog rijkelijk vertegenwoordigd in het station, hij was maar liefst zeven keer te zien;
- Proclamatie van de Sovjetmacht door Lenin in oktober 1917
- Hereniging van het Oekraïense volk in een Oekraïense volksstaat, een keer op het spandoek samen met Lenin en als een van de afgebeelde mensen die het volk vormen.
- Overwinningsparade in Moskou 9 mei 1945
- Vriendschap van Russische en Oekraïense collectieve boeren
- Het 19e congres, het congres van de eenheid tussen de communistische partij, de Sovjet regering en het volk. Dit mozaïek moest Stalin verheerlijken, maar na zijn dood kwam er een ander mozaïek voor in de plaats. Op de kopse kant aan de noordkant van de middenhal kwam een bas-reliëf met Lenin en Stalin. In het kader van de destalinisatie werden de afbeeldingen van Stalin, behalve die onder het Oekraïense volk, verwijderd. Het bas-reliëf werd vervangen door een afbeelding van Lenin geflankeerd door vlaggen en een couplet van het Sovjet-volkslied. De boog boven dit geheel is voorzien van een tekst van Lenin:

```
De onverwoestbare eeuwige vriendschap tussen de Oekraïense en Russische volken is de sleutel tot nationale onafhankelijkheid en vrijheid, de bloei van de nationale cultuur en de welvaart van het Oekraïense volk, evenals andere volkeren van de Sovjet-Unie
```

## Aansluitingen
Vanaf 1954 begon zich een overstapknooppunt te ontwikkelen. Onder Stalin was besloten om de oorspronkelijke metrolijn te vervangen door een diep gelegen tunnel tussen het Kremlin en Kievskaja.
De huidige zuidelijke toegang was in dan ook bedoeld voor de Arbatsko-Pokrovskaja-lijn en de Koltsevaja-lijn. De Arbatsko-Pokrovskaja-lijn verving op 5 april 1953 het station uit 1937 en op 14 maart 1954 werd de Koltsevaja-lijn geopend. De overstappers tussen beide lijnen kunnen gebruik maken van de roltrappen aan de oostkant van de perrons langs de Arbatsko-Pokrovskaja-lijn en een brug over het binnenste spoor van de ringlijn. De perrons van de Koltsevaja-lijn zijn via de roltrappen aan de zuidkant van het perron met de tussenverdieping verbonden, terwijl de reizigers van de Arbatsko-Pokrovskaja-lijn met vaste trappen de tussenverdieping kunnen bereiken. De tussenverdieping is met roltrappen verbonden met de bovengrondse zuidelijke verdeelhal. In 1958 werd de oorspronkelijke metrolijn heropend en is de zuidelijke verdeelhal met de westkant van het perron van die lijn verbonden. In 1972 volgde een rechtstreekse roltrap tussen de perrons van de Koltsevaja-lijn en de verdeelhal uit 1937, hierbij werd het oorspronkelijke toegangsgebouw gesloopt. Via station Kievskaja kunnen reizigers overstappen op de Aeroexpress naar Vnoekovo en de treinen naar het zuidwesten over de Kievspoorweg.